# 譚体元
譚 体元（たん たいげん、Tán Tǐyuán、1834年 - 1866年）は、太平天国の指導者の一人。
広西省柳州府象州出身。1848年に拝上帝会に加入し、金田蜂起に加わった。1860年、広西省で部下を率いて石達開のもとから離脱し、天京政府の支配地に戻った。後に戦功をたてて偕王に封ぜられた。1864年、天京が陥落すると譚体元の部隊は浙江省淳安で敗れ、部隊は壊滅した。そこで江西省に逃れ汪海洋の部隊に合流した。1866年初頭、汪海洋が広東省嘉応州（現在の梅州市）で戦死すると、譚体元は残存部隊を率いて南に逃れた。しかし清軍の追撃を受け、譚体元は負傷し、部隊は全滅した。この部隊の全滅は、長江以南での太平軍の活動の終了を意味した。譚体元は隠れていたが捕えられ、嘉応州で処刑された。